# Bulgarian International 2015
Die Bulgarian International 2015 im Badminton fanden vom 30. September bis zum 3. Oktober 2015 in Sofia statt.

## Sieger und Platzierte
| Disziplin    | Gold                            | Silber                         | Bronze                       |
| ------------ | ------------------------------- | ------------------------------ | ---------------------------- |
| Herreneinzel | Pablo Abián                     | R. M. V. Gurusaidutt           | Andre Kurniawan Tedjono      |
| Herreneinzel | Pablo Abián                     | R. M. V. Gurusaidutt           | Sameer Verma                 |
| Dameneinzel  | Olga Konon                      | Mariya Ulitina                 | Ruthvika Shivani             |
| Dameneinzel  | Olga Konon                      | Mariya Ulitina                 | Linda Zechiri                |
| Herrendoppel | Raphael Beck Peter Käsbauer     | Manu Attri B. Sumeeth Reddy    | Andrew Ellis Peter Mills     |
| Herrendoppel | Raphael Beck Peter Käsbauer     | Manu Attri B. Sumeeth Reddy    | Adrian Liu Derrick Ng        |
| Damendoppel  | Gabriela Stoeva Stefani Stoeva  | Eva Lee Paula Obanana          | Özge Bayrak Neslihan Yiğit   |
| Damendoppel  | Gabriela Stoeva Stefani Stoeva  | Eva Lee Paula Obanana          | Alexandra Bruce Phyllis Chan |
| Mixed        | Robert Mateusiak Nadieżda Zięba | Evgeniy Dremin Evgeniya Dimova | Tarun Kona Siki Reddy        |
| Mixed        | Robert Mateusiak Nadieżda Zięba | Evgeniy Dremin Evgeniya Dimova | Toby Ng Alexandra Bruce      |